# ブーケをねらえ!
『ブーケをねらえ!』はTBS系列にて2002年10月3日から2003年12月16日まで放送されたバラエティ番組。

## 概要
2002年10月3日に木曜日の『Pooh!』内で放送開始。『結婚偏差値』と『運命のチャペル』で構成されている。
『結婚偏差値』はゲストと恋愛・結婚に関する話し合いをし、会場の人に結婚したいか否かをトータライザーで調査する。話し合いの最中、会場の人達にはゲストは伏せてあった。
『運命のチャペル』は結婚前の視聴者のカップルが、結婚するに当たり、障害となっている身内を招き、認めてもらえるか判定した。なお、身内は往々にして花嫁の父親である場合が多かった
『結婚偏差値』が好評だった為、2003年に入るとゴールデンタイムでの特番も放送され、8月5日からは『★愛と誠★』の後半枠となったが、前番組『ガチンコ!』がやらせで打ち切られたためのつなぎ番組という意味合いが強かった上に視聴率も芳しくなかったため、2003年12月に終了した。
また、男性既婚者では、宮迫博之（雨上がり決死隊）、三村マサカズ（さまぁ〜ず）などが出たことがあるが、結婚偏差値がかなり低い結果になってしまった。めったに、ゲスト出演しない筑紫哲也がコメント出演をしたことがある。

## 出演
メイン司会
- 山口達也（当時TOKIO）

サブ司会
- 山口智充(DonDokoDon) - このときだけ、下の名前で略されるが、本人はあまり気に入っていない。
- 小池栄子

※なお、山口達也・山口智充とも「ぐっさん」のニックネームを持つが、番組内では「ぐっさん」は智充の方を指していた。
ゲスト（『★愛と誠★』時代のみ）
| - 柳葉敏郎（2003年8月5日） - 久本雅美（2003年8月12日） - 吉川晃司（2003年8月19日） - 飯島愛（2003年9月2日） - 相田翔子（2003年9月9日） - 櫻井淳子（2003年10月28日） - 三浦理恵子（2003年10月28日） - 光浦靖子（2003年10月28日） - ヒロミ（2003年11月4日） - 岩城滉一（2003年11月4日） | - 山咲トオル（2003年11月11日） - 東幹久（2003年11月11日） - 東貴博（2003年11月11日） - 辰吉丈一郎（2003年11月25日） - 小橋賢児（2003年12月2日） - おさる（2003年12月2日） - ウド鈴木（2003年12月2日） - 島崎和歌子（2003年12月9日） - 梨花（2003年12月9日） - 杉本彩（2003年12月9日） |

## 放送時間
- 2002年10月3日 - 2003年7月31日 木曜23:55 - 翌0:30（JST）
- 2003年8月5日 - 12月9日 火曜21:25頃 - 21:54（JST）

## スタッフ
深夜時代は「企画・演出・美術…山口記念館」のテロップでまとめられていた。
- ナレーター : ユッキー
- 構成 : 中野俊成、堀江利幸、笹川勇、工藤ひろこ、武田郁之輔
- 企画協力 : おちまさと
- タイトル : 薮内省吾
- プロデューサー : 石橋孝之、山地孝英
- 制作協力 : G-yama
- 制作 : TBSエンタテインメント（現：TBSテレビ）
- エンディングテーマ・TOKIO「faith」